# Crkva Svetih apostola Vartolomeja i Varnave u Beogradu
Crkva Svetih apostola Vartolomeja i Varnave je hram Srpske pravoslavne crkve koji se nalazi u Beogradu.
Ideja o gradnji hrama u Rakovici potiče iz 1935. godine. Naselje Rakovica je u prethodnom periodu u parohijskom smislu pripadalo manastiru Svetog arhangela Mihaila u Rakovici, kao i okolna naselja: Knjaževac (Kneževac), Žarkovo, Sremčica, Jajinci, Banjica, Resnik, Pinosava, Rušanj i Selo Rakovica. Sa rastom i razvojem ovih naselja zidani su i novi hramovi.
Tako je i naselje Rakovica, nakon Prvog svetskog rata, počelo da se razvija u industrijsku zonu sa znatno uvećanim brojem stanovnika.
U ovakvim okolnostima, predsednik političke opštine u Knjaževcu, gospodin Kosta Krezić, sa još nekoliko građana pokreće inicijativu da se parohija kneževačka proširi i da u njen sastav uđu već poveća naselja, poput Rakovice i Košutnjaka.
1936. godine u Crkvenoj upravi kneževačke parohije, doneta je odluka da se hram podigne u Rakovici, jer je ona postala središte proširene kneževačke parohije. Odlučeno je i da jedno izaslanstvo poseti njegovu svetost patrijarha srpskog Varnavu u Sremskim Karlovcima, radi dobijanja saglasnosti i blagoslova za naredne poduhvate.

## Ktitor
Uporedo sa ovim događajima, Patrijarha je posetila i udovica Jelena Radojkić iz Beograda, sa namerom da ovekoveči uspomenu na sebe, umrlog supruga gospodina Nikolu, bivšeg blagajnika Ministarstva prosvete, kao i umrlu jedinicu-kćer Biseniju, budući da je njen suprug ostavio legat od 319.000 dinara, namenjen pomenutoj svrsi. Patrijarhov savet se sastojao u predlogu da gđa Jelena podigne hram u Rakovici, što je ona rado prihvatila.
Istovremeno, žitelji Košutnjaka pokreću sopstvenu inicijativu da se hram podigne na Kanarevom brdu, što je Patrijarh Varnava blagoslovio i poslao inženjera Zađina i arhitektu M. Milovanovića da otpočnu sa realizacijom projekta. Međutim, građani Rakovice nisu bili zadovoljni ovakvom odlukom, želeći da se crkva pogigne u njihovom naselju, samom središtu parohije, za šta bi najpodesnije bilo manastirsko zemljište. Patrijarh se saglasio sa njihovim predlogom i blagoslovio da se to zemljište otkupi kako bi Crkvena opština postala njegov vlasnik. Po želji Njegove Svetosti, prvobitni plan gradnje hrama na Kanarevom brdu je izmenjen. Naime, predlog je bio da se hram proširi za još 100 metara, imajući u vidu da se naselje Rakovica i njegova okolina intenzivno širi, iako bi se tako premašila suma koju je ktitorka namenila ovom projektu. Novi plan je izradio inženjer Radovanović, docent Univerziteta, uz saradnju prof. Zađina.
Ubrzo, 3. aprila 1937. godine, obrazovan je odbor za podizanje Hrama, u kom su za počasne predsednike imenovani Episkop Mitrofan, starešina manastira Rakovice, i Jelena Radojkić. Ktitorka je posetila planirano zemljište i izrazila zadovoljstvo odabranom lokacijom za gradnju, jer će hram sa ovog brežuljka dominirati okolinom i sa svih okolnih brda će se lepo videti u jednom živopisnom okruženju.
Iznenadna bolest i smrt patrijarha Varnave (23. jula 1937. godine) odložili su otpočinjanje prvih radova. Naime, blaženopočivši Patrijarh nije stigao da odobri novoizrađeni plan, niti je izašao da vidi teren na kom bi trebao da se zida. Osim toga, patrijarh je preuzeo na sebe da iznađe finansijsku potporu za veći hram od objekta koji je bio predviđen prvobitnim planom. Odlučeno je da se, shodno sumi kojom se raspolagalo, hram stavi pod krov, misleći pritom da se ostvare izvesne uštede, a da se ikonostas, ostale potrebe, kao i izgradnja parohijskog doma, ostave za kasnije.

## Izgradnja hrama
Osvećenje temelja hrama je izvršeno 15. avgusta 1937. godine od strane Mitropolita skopskog Josifa. Letopisac svedoči da je bila prisutna i uvažena zadužbinarka, Episkop Mitrofan, kao i da je celo gradilište bilo puno naroda. Po osvećenju, pristupilo se ubrzanim radovima i prikupljanju sredstava koja nedostaju. Pri ovakvim okolnostima, odlučeno je da se zamoli ktitorka Jelena Radojkić za dodatnu pomoć, i ona se rado odazvala priloživši još 100.000 dinara. U januaru 1939. godine, Odbor za gradnju hrama primio je ček na iznos od 99.990 dinara iz sume novčanih sredstava kojom je za života raspolagao blaženopočivši Patrijarh Varnava, namenjen izgradnji novog hrama.
Do kraja 1937. godine hram je ozidan i pokriven, a 6. juna 1938. sasvim završen. Ktitorka je hram snabdela sa tri zvona koja su postavljena i osvećena u oktobru 1938. godine.
Crkvena opština je donela odluku da „radi zasluga blaženopočivšeg Patrijarha Varnave na radu u svetoj crkvi i oko podizanja ovog hrama, a da bi mu se ime ovekovečilo, to je rešeno da se novopodignuta crkva u Rakovici posveti Svetim Apostolima Vartolomeju i Varnavi“.
Na sveopštu radost vernog naroda ovog kraja, hram je osvećen 25. juna 1939. godine, na dan hramovne Slave, od strane Vladike Dionisija, vikarnog Episkopa Patrijarha Gavrila. Tokom vršenja priprema za osvećenje, priložene su potrebne ikone, odežde, kandila, bogoslužbene knjige i ostale neophodne stvari. Iste godine je završen i parohijski dom u čijem, sastavu su dva manja stana, kancelarija za sveštenike i trpezarija.
Ktitorka Jelena Radojkić je poživela da njena zadužbina bude završena, nakon čega je ubrzo, u 89. godini umrla. Po sopstvenoj želji, sahranjena je u kripti svoje zadužbine. Letopisac beleži da je sprovod Jelene Radojkić išao od njenog stana iz Ulice kralja Milana br. 15 do Rakovičke crkve. Ova velika srpska dobrotvorka, koja je odlikovana Ordenom Svetog Save, finansijski je pomagala i Dom slepih, Dom učenika, Dom studentkinja, Pravni fakultet i podizanje osnovne škole.
Tragedija Drugog svetskog rata i bombardovanje Beograda odrazili su se i na život ove parohije. Poverenstvo na čelu sa sveštenikom Nedeljkom Streličićem pokreće niz haritativnih aktivnosti pri hramu, poput prikupljanja paketa ratnim zarobljenicima, slanja novčanih sredstava dečjem izbegličkom domu u manastiru Rakovici, kao i pomaganje ugroženih rakovičkih porodica. Marta 1945. godine, o. Nedeljko je odveden od strane pripadnika državne vlasti i više se nije vratio. Po kazivanjima meštana naselja Košutnjak, on je, uz još nekoliko uglednih građana Rakovice, streljan u šumi blizu naselja Košutnjak.

## Novija istorija
U godinama koje slede, vršeni su mnogi radovi u cilju poboljšanja funkcionalnosti hrama. Crkveni odbor je 1984. godine odlučio da izgradi magacinski prostor, sanitarni čvor, kao i da proširi parohijski dom. Izgrađena je i kapela-paraklis za prodaju i paljenje sveća, čiji je projektant bila arhitekta Bosiljka Jovičić. Kapela je ukrašena velikim mozaikom Sv. Save. Izvedeni su i radovi na ograđivanju prostrane porte, izgradnji trotoara i prilaznog puta do hrama, elektrifikacija zvona, izgradnja novog vodovoda, uvedeno je grejanje.
Tokom NATO bombarovanja 1999. godine, u noći između 25. i 26. maja, u crkvi je izbio požar koji je u velikoj meri uništio oltarski prostor. Izgorele su odežde, Jevanđelje, krstovi, darohranilnica, kadionice, nagoreo je ikonostas koji datira iz 1938. godine, koji je saniran, dok su Carske Dveri potpuno izgorele. Nove Carske Dveri oslikala je Tatjana Jovanović, akademski slikar. Pošto su vlaga i požar potpuno uništili freskopis, rad jeromonaha Nauma Andrića iz Bačke, Njegova Svetost Patrijarh Pavle je za freskopisanje oltarskog dela preporučio Milovana Beloševića iz Beograda. Što se tiče misionarske delatnosti Rakovičkog hrama, treba pomenuti da je sveštenstvo, na čelu sa starešinom o. Slobodanom Godićem, od 1998. godine organizovalo versku nastavu za odrasle, na kojoj su se kao predavači, osim sveštenika, javljali i ljudi iz različitih oblasti. Primetno je i angažovanje na publikaciji „Reč hrama Svetih apostola Vartolomeja i Varnave u Rakovici“, koja izlazi o većim praznicima.
Pri hramu su aktivni mešoviti hor „Sv. Prohor Pčinjski“, kao i dečji hor „Đakon Avakum“.

## Spoljašnje veze
- Zvanična prezentacija Hrama Svetih Apostola Vartolomeja i Varnave